# Skerryvore

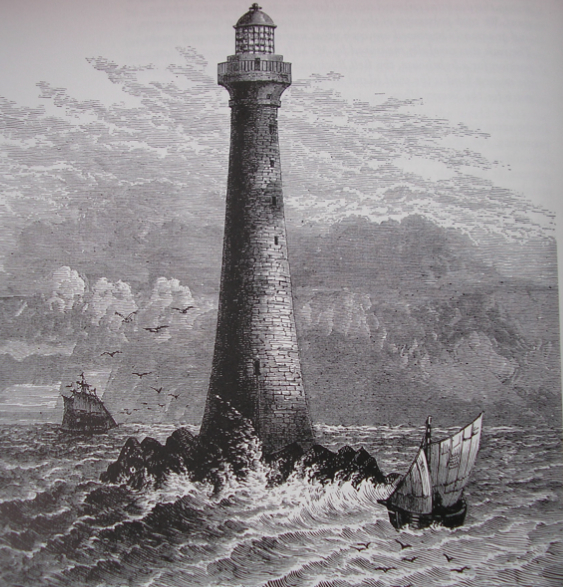
Grabado del del faro en Skerryvore.

Skerryvore (del gaélico escocés Sgeir Mhor, que significa "roca grande") es una remota isla localizada en el grupo de las Hébridas Interiores, en Escocia.
Como Skerryvore también se conoce el faro localizado en la misma isla, construido con algunas dificultades entre 1838 y 1844 por Alan Stevenson. Con una altura de 48 m, se trata del faro más alto de Escocia.